# Y’Y
Y’Y ist das vierte Album von Amaro Freitas. Die wohl um 2023 entstandenen Aufnahmen erschienen am 1. März 2024 auf dem Label Psychic Hotline.

## Hintergrund
Das Album Y’Y (was in der Sprache der Sateré-Mawé „Wasser“ oder „Fluss“ bedeutet; es wird „ee-yeh, ee-yeh“ ausgesprochen) ist der Erhaltung des Amazonas gewidmet und erinnert mit Pfeifen, präpariertem Klavier und Schlagzeug an die Klänge des Regenwaldes und seiner mythischen Wesen. In den letzten vier der neun Stücke von Y’Y sind Gastmusiker zu hören, so Shabaka Hutchings als Flötist im Titelstück. Jeff Parkers E-Gitarre und Brandee Youngers Harfe erscheinen bei „Mar de Cirandeiras“ und „Gloriosa“. Bassist Aniel Someillan und Schlagzeuger Hamid Drake begleiten Freitas und Hutchings beim abschließenden „Encantados“.

## Titelliste
- Amaro Freitas: Y’Y (Psychic Hotline)[2]

1. Mapinguari (Encantado da Mata) 1:34
2. Uiara (Encantada da Água) – Vida e cura 0:55
3. Viva Naná 2:28
4. Dança dos Martelos 8:24
5. Sonho Ancestral 4:52
6. Y'Y 5:17
7. Mar de Cirandeiras 3:50
8. Gloriosa 3:27
9. Encantados 9:42

Die Kompositionen stammen von Amaro Freitas.

## Rezeption
Der brasilianische Pianist Amaro Freitas nähere sich den 88 Tasten seines Klaviers wie einem Schlagzeug, schrieb Ammar Kalia im Guardian. Seit seinem Debüt mit Sangue Negro im Jahr 2016 habe Freitas auf drei Alben einen Stil muskulöser, komplexer Rhythmen innerhalb der Jazzimprovisation verfeinert. Er spiele oft unterschiedliche Metren in jeder Hand und umfasse alles, von Folk-Maracatu-Polyrhythmen auf Afrocatu aus dem Jahr 2018 bis hin zu Staccato und mechanischen Wiederholungen auf Sankofa (2021). Y’Y würde diese rhythmische Verspieltheit in den Dienst eines spirituellen Themas stellen.
In einem Album, das wie eine Symphonie klinge, verwende der Pianist aus Pernambuco sein Instrument wie Perkussion in Themen, die sich um brasilianische-indigene Gewässer drehen, hieß es in der Zeitung O Globo. Jedes Album von Amaro Freitas symbolisiere einen Schritt vorwärts in der kontinuierlichen Bewegung dieses Pianisten und Komponisten aus Pernambuco, der in der internationalen Jazzszene zunehmend gefeiert werde.
Da es sich um eine Hommage an den Amazonaswald und die Flüsse Nordbrasiliens handelt, ist es keine Überraschung, dass Y’Y eine pastorale, meditative Abkehr vom treibenden brasilianischen Jazz des Pianisten Amaro Freitas ist, meinte Michael J. West im Down Beat, der das Album mit vier einhalb Sternen sehr gut bewertete. Die Oberfläche dieses größtenteils solistischen Werks sei ruhig, aber darunter brodle es. Im „Uiara (Encantada da Água)–Vida e cura“ schichte Freitas auf dem Klavier (teilweise präpariert) einzelne Tonspuren, und fast jede Schicht sei perkussiv und aufgewühlt. Dass die Summe ein Mesmerismus ist, zeige die Magie von Freitas. Das Gleiche gelte für „Dança dos Martelos“, wo Freitas das Klavier durch Schlaginstrumente ergänzt (obwohl einige davon wiederum präpariertes Klavier sind); alles werde in Raserei versetzt und imitiere ein heftiges Gewitter, verliere aber nie seinen Sinn für friedliche Selbstbeobachtung. Das Schlussstück sei jedoch kein Exkurs, sondern eine eindringliche Zusammenfassung des Albums: eine Erinnerung daran, dass wir Gefahr laufen, die spirituellen Oasen zu verlieren, die auf Y’Y gefeiert werden.
Seine perkussive, intensiv rhythmische Herangehensweise an Komposition und Tasten verleihe seiner Musik eine kraftvolle Energie, die man derzeit bei keinem anderen erlebe, notierte Phil Freeman (Stereogum/Uhly Besuty) über Y'Y, Freitas viertes Album. Das Stück „Encantados“, das das Album abschließt, basiere auf einer schnellen, grell pulsierenden Melodie und erinnere an einen McCoy-Tyner-Song aus der Mitte der 1970er Jahre wie „Walk Spirit, Talk Spirit“. Die Band rase fast zehn Minuten lang dahin, jeder jage den anderen hektisch.
Das Album gelangte im Juli 2024 auf #15 bei dem von Tom Hull erhobenen Mid-Year Jazz Critics Poll.
Für diejenigen, die den brasilianischen Pianisten Amaro Freitas kennen, könnte sein neuestes Album – inspiriert von den natürlichen Klängen des Amazonas – wie ein entwaffnender Sprung in die New-Age-Atmosphäre wirken, schrieb Nate Chinen, der das Album zu den besten Neuerscheinungen des Jahres zählte.  Aber die präparierten Klaviere und die sorgfältig kuratierte Gästeliste (insbesondere Shabaka, Jeff Parker und Harfenistin Brandee Younger) würden alle einem größeren Zweck dienen und eine natürliche Welt heraufbeschwören, die sowohl reich an Ruhm als auch voller Gefahren sei. Freitas leite das Ganze mit einer verlockenden Balance aus Geduld und Gelassenheit.